# Jack Douglas (produtor musical)
Jack Douglas é um produtor musical estadunidense. Ele é mais conhecido por seu trabalho com várias bandas de hard rock na década de 1970, produzindo três álbuns de sucesso para o Aerosmith.
Ele contribuiu para a gravação das primeiras sessões do álbum Who's Next de The Who. Então conseguiu a oportunidade de ser o engenheiro de som do álbum Imagine de John Lennon. Douglas e Lennon formaram um grande grupo de trabalho até a morte do cantor.
Como engenheiro de som do Record Plant Studios, Douglas trabalhou com artistas e bandas como Patti Smith, Blue Öyster Cult, New York Dolls, Cheap Trick, Starz e Aerosmith. Ele produziu muitos dos álbuns do Aerosmith na década de 1970, incluindo Get Your Wings (1974), Toys in the Attic (1975), Rocks (1976) e Draw the Line (1977), todos alcançando status de disco multiplatina. Toys in the Attic e Rocks lançaram o Aerosmith no mainstream e se tornaram altamente influentes, com os dois na lista da Rolling Stone dos "500 Maiores Álbuns de Todos os Tempos".
Em 1980, Douglas trabalhou como produtor com Lennon e Yoko Ono em seu penúltimo álbum, Double Fantasy. Em 1982, Douglas, Lennon e Ono ganharam na categoria de Álbum do Ano por Double Fantasy no Grammy Awards. Eles também foram indicados para Gravação do Ano por "(Just Like) Starting Over". Em 1989, o álbum foi classificado como número 29 na lista da revista Rolling Stone dos 100 maiores álbuns dos anos 1980.